# چاه خو
چاه خو یک روستا در ایران است که در بخش مرکزی شهرستان سربیشه واقع شده‌است. چاه خو ۲۰۰ نفر جمعیت دارد.